# Mumiengrotte

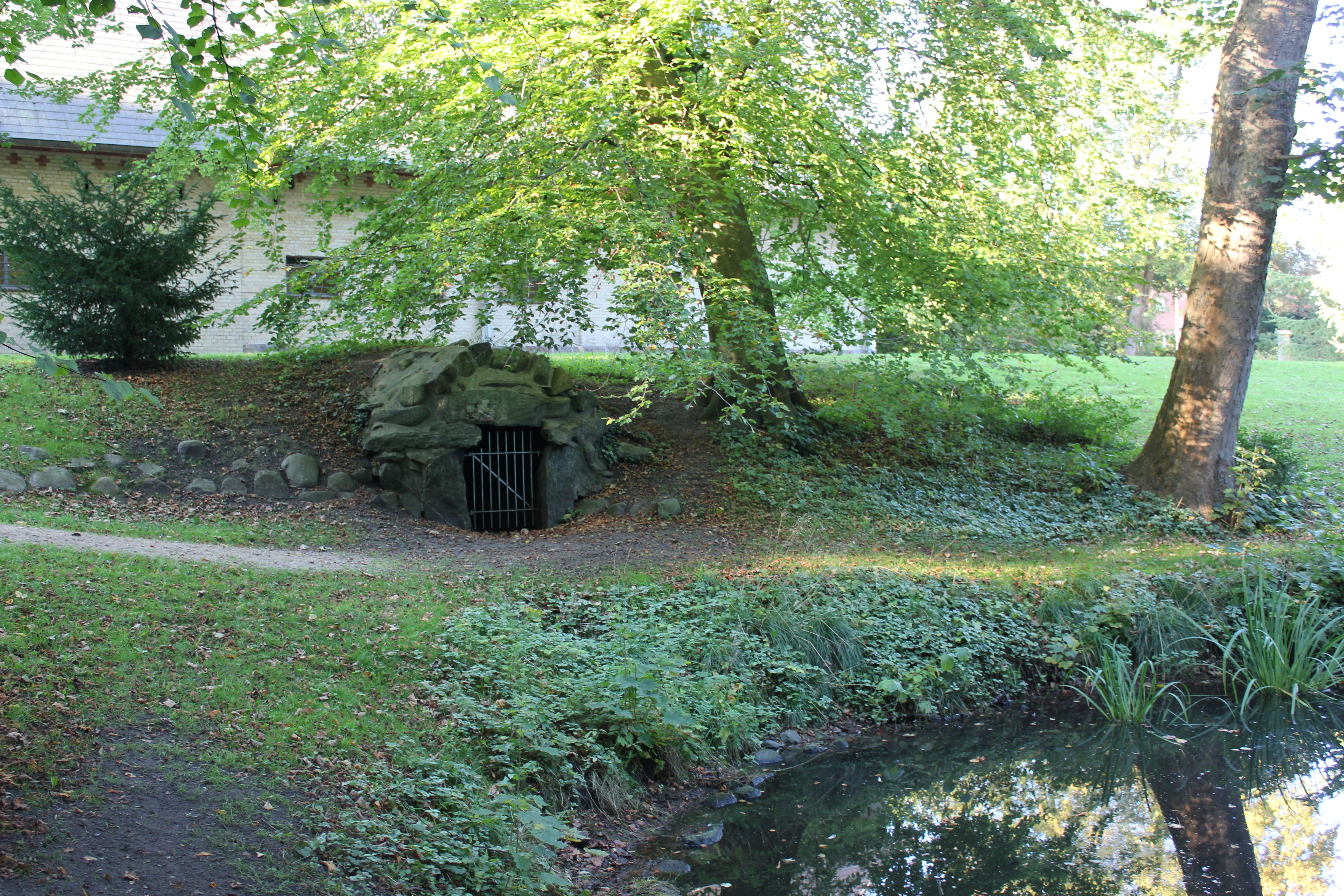
Mumiengrotte

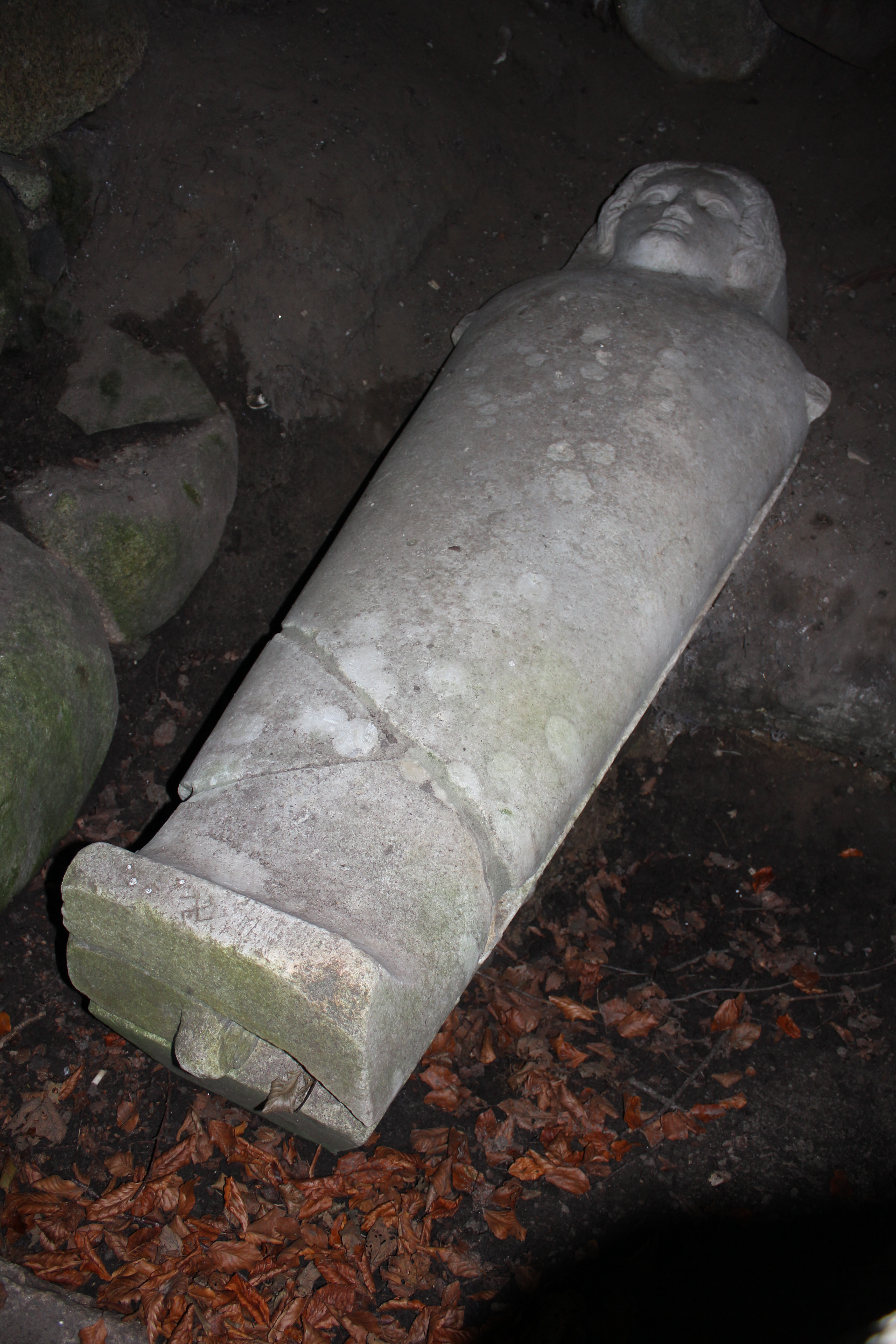
Sarkophag

Die Mumiengrotte ist ein Teil des im Auftrag des Kaufmanns Peter Clausen Stuhr angelegten Christiansenparks in Flensburg.
Die Mumiengrotte wurde um etwa 1800 zu Lebzeiten von Stuhr angelegt. Sie beherbergt einen menschenförmigen phönizischen Sarkophag aus der Zeit um 400 oder 360 v. Chr. Der Sarkophag wurde im Landschaftsgarten aufgestellt und dann mit einer Felsengrotte überbaut. Die Herkunft ist unklar, er kam möglicherweise zufällig als Ballast nach Flensburg. Der Steinsarg diente wahrscheinlich einem phönizischen Seefahrer als Grab. Die Grotte ersetzte eine andere Grotte an derselben Stelle, sie veranschaulicht bis heute die Antikenbegeisterung des 19. Jahrhunderts.
Die Mumiengrotte und die benachbarte Spiegelgrotte sind in ihrer Art einzigartig und für die Gartenkunst von besonderer Bedeutung. Beide stehen unter Denkmalschutz.